# نیو فیلادلفیا (ایندیانا)
نیو فیلادلفیا (به انگلیسی: New Philadelphia) یک منطقهٔ مسکونی در ایالات متحده آمریکا است که در ایندیانا واقع شده‌است. نیو فیلادلفیا ۲۸۵ متر بالاتر از سطح دریا واقع شده‌است.